# Sage Publishing

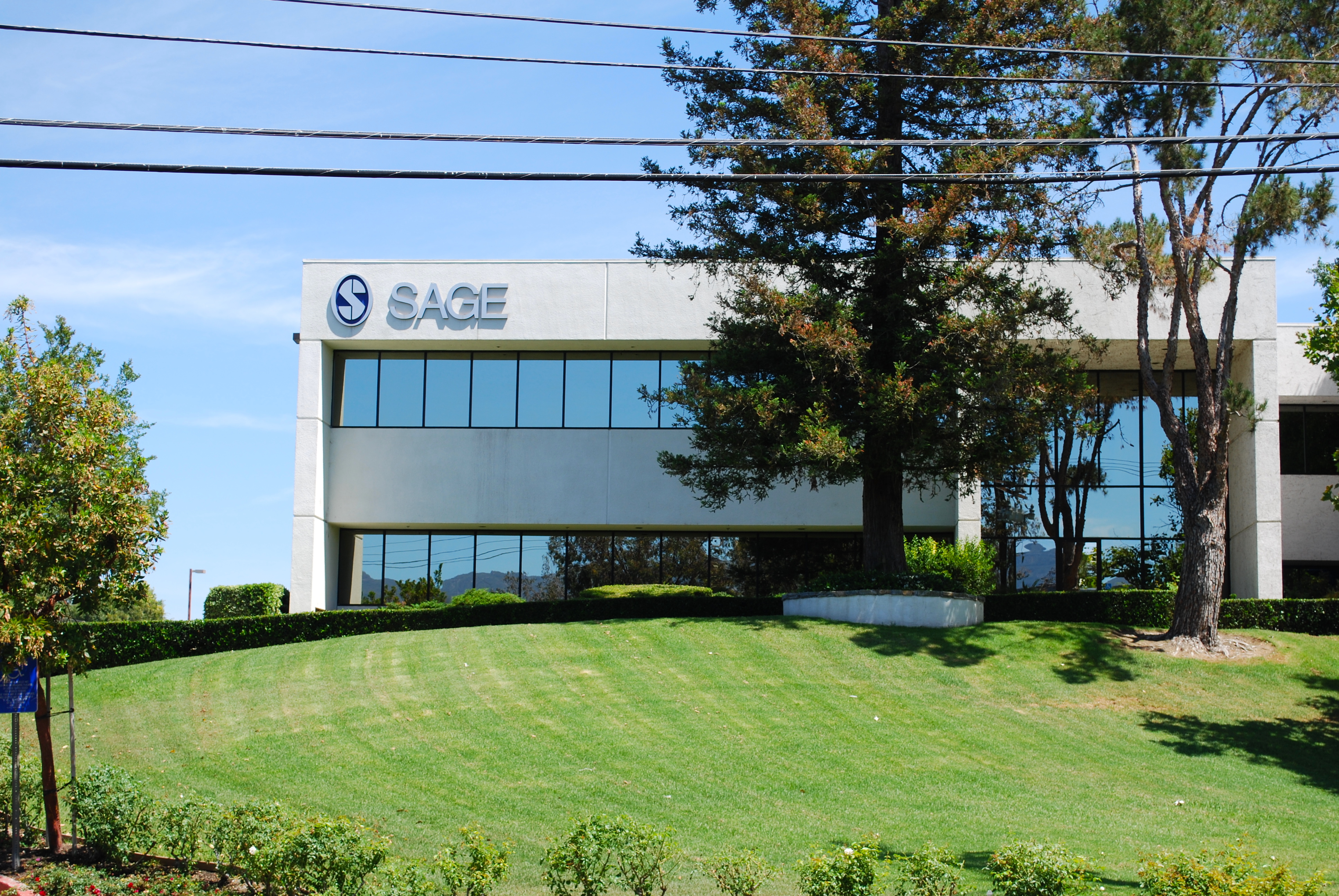
Sede da Sage Publishing

Sage Publishing, conhecida anteriormente como SAGE Publications, é uma empresa privada de publicações acadêmicas fundada em 1965 em Nova Iorque por Sara Miller McCune. Hoje, a publicadora está localizada em Newbury Park, bairro de Thousand Oaks, Califórnia.
A SAGE publica mais de mil revistas e mais de 800 livros ano ano, trabalhos de referência e produtos eletrônicos sobre negócios, humanidades, ciências sociais, ciência, tecnologia e medicina. Ela é dona da Corwin Press (desde 1990), CQ Press (desde 2008), Learning Matters (desde 2011) e Adam Matthew Digital (desde 2012).

## História
SAGE foi fundado em 1965 em Nova Iorque por Sara Miller. O mentor da empresa foi George D. McCune, executivo da Macmillan Inc. O nome da empresa é um acrônimo das primeiras letras dos criadores. A SAGE se realocou no sul da Califórnia em 1966, após o casamento de Miller e McCune. Na ocasião, McCune saiu da Macmilan para se guntar formalmente a publicadora. Sara Miller McCune foi presidente da SAGE por 18 anos, até 1984, quando tornou-se presidente do conselho de administração. Ambos continuaram a gerir a empresa juntos até a morte de McCune, em 1990.
Em 2008, a SAGE e outras duas empresas processaram a Universidade do Estado da Geórgia por suposta infração de direitos autorais por prover materiais das publicadoras para os alunos. O caso foi concluido em 2020, com a vitória da universidade.
Em 2018, a SAGE reportou uma disparidade salarial de gênero de 13,1% entre seus empregados no Reino Unido, com a média global da empresa sendo de 10,3%.
Em 2018, a SAGE adquiriu a Lean Library, uma extensão para navegador que dá acesso a artigos científicos. A compra sofreu resistência de parte da comunidade científica por ir contra os princípios de producos com dados abertos, código aberto e sem fins lucrativos, como o Unpaywall.

## Associação na OASPA
Sage Publishing foi um dos membros fundadores da Open Access Scholarly Publishers Association (OASPA), em 2008. Em novembro de 2013, a OASPA reviu a participação da SAGE após a Journal of International Medical Research aceitar um artigo falso. O artigo havia sido falsificado de maneira proposital por um repórter da Science como parte de um teste de qualidade do processo de revisão por pares em artigos de acesso aberto. A SAGE recuperou sua associação após um período de seis meses, onde foram feitas mudanças em seu processo editorial.

## Aquisições
A SAGE adquiriu diversas empresas, incluindo Pion Limited, Global Village Publishing e Talis.